# Лотте
Лотте (нем. Lotte) — община в Германии, в земле Северный Рейн-Вестфалия. Подчиняется административному округу Мюнстер. Входит в состав района Штайнфурт. Население составляет 13 912 человек (на 31 декабря 2010 года). Занимает площадь 38 км². Община подразделяется на 5 сельских округов.